# Дума (Ас-Сувейда)
Дума (англ. Duma, араб. قرية دوما) — поселення в Сирії, що складає невеличку друзьку общину в нохії Шакка, яка входить до складу однойменної мінтаки Шагба в південній сирійській мухафазі Ас-Сувейда.